# كينو غابرييل
كينو غابرييل هو شخصية عسكرية وسياسية آشورية-سريانية، وقد ارتبط بقوات سوريا الديمقراطية (قسد)، التحالف الذي يُشارك في الحرب الأهلية السورية وعمليات مكافحة تنظيم الدولة الإسلامية (داعش). شغل غابرييل منصب المتحدث الرسمي لقسد، حيث كان يساهم في تمثيل جهود التحالف في محاربة داعش والتصدي للتحديات الأمنية في المنطقة 

## الحياة المبكرة والخلفية
كينو غابرييل من أصل مسيحي سرياني. لقد كان مشاركًا في المجلس العسكري السرياني، وهو مجموعة ضمن قوات سوريا الديمقراطية تمثل المجتمع السرياني.

## دوره في قوات سوريا الديمقراطية
بصفته متحدثًا باسم قوات سوريا الديمقراطية، قدم غابرييل تحديثات حول العمليات العسكرية ضد داعش وأبرز التحديات الأمنية في مناطق مثل مخيم الهول. لقد تحدث أيضًا في المنتديات الدولية، مناقشًا تأثير العمليات العسكرية الخارجية، بما في ذلك تلك التي نفذتها تركيا، على شمال سوريا.
في عام 2018، علق غابرييل على إمكانية إرسال قوات تعزيزية من قوات سوريا الديمقراطية إلى عفرين خلال العمليات العسكرية التركية في المنطقة، مشيرًا إلى المخاوف بشأن سلامة المدنيين. وقد ركزت تصريحاته على التحديات المتعلقة بالحفاظ على الأمن الإقليمي ومعالجة الاحتياجات الإنسانية